# Петров, Николай Иванович (действительный статский советник)
Николай Иванович Петров (?—1878) — чиновник ведомства министерства государственных имуществ, действительный статский советник; автор биографических очерков.
Образование получил в Черниговской гимназии и в Нежинском лицее князя Безбородко, курс в котором окончил первым студентом в 1844 году.
Определившись в службу 23 ноября 1844 года, он выслужил чин действительного статского советника (22.12.1872). Занимал место управляющего Радомской казённой палаты.
Известен как автор биографических очерков в сборнике «Лицей кн. Безбородко».
Был награждён орденами: российскими — Св. Станислава 2-й ст. с императорской короной (1864), Св. Анны 2-й ст. (1865), Св. Владимира 3-й ст. (1876); прусским орденом Красного орла 3-й ст. (1859); медалями — серебряная «За труды по устройству крестьян в Царстве Польском», бронзовая «В память войны 1853—1856 гг.», «За усмирение польского мятежа 1863—1864 гг.»